# Franz Seraph von Pichler
Franz Seraph Pichler, ab 1914 Ritter von Pichler, (* 4. Oktober 1852 in Asenham; † 5. Oktober 1927 in Passau) war katholischer Geistlicher und Mitglied des Deutschen Reichstags.

## Leben
Pichler war der Sohn eines Zimmermanns und Landwirts. Er besuchte das Gymnasium und Lyzeum in Passau und die gregorianische Universität in Rom, wo er Kirchenrecht studierte. Am 29. Juni 1876 wurde er zum Priester geweiht. Danach war er Kaplan in Pocking, Grainet, Rainding und Hofkirchen. Von 1878 bis 1880 war er Kaplan an Santa Maria dell’Anima in Rom, 1883 Domvikar und Bibliothekar sowie ab 1899 Domkapitular in Passau. 1910 wurde er durch Papst Pius X. zum Dompropst ernannt.
Von 1893 bis 1912 war er Mitglied des Deutschen Reichstags für den Wahlkreis Niederbayern 3 (Passau, Wegscheid, Wolfstein, Grafenau) und die Deutsche Zentrumspartei. Weiter war er von 1893 bis 1918 Mitglied der Bayerischen Kammer der Abgeordneten.
Für sein Wirken wurde er durch König Ludwig III. mit dem Ritterkreuz des Verdienstordens der Bayerischen Krone beliehen. Damit verbunden war die Erhebung in den persönlichen Adelsstand und er durfte sich nach der Eintragung in die Adelsmatrikel am 15. Juli 1914 „Ritter von Pichler“ nennen. Am 5. Oktober 1922 wurde Pichler anlässlich seines 70. Geburtstages das Ehrenbürgerrecht der Stadt Passau verliehen.
Franz Seraph von Pichler starb an Herzschwäche. Bei seinem Trauerzug am 8. Oktober erwiesen ihm hohe Ehrengäste – darunter Ministerpräsident Heinrich Held sowie einige amtierende Minister und Reichstags- bzw. Landtagsabgeordnete – die letzte Ehre. Er wurde in der Dompropstgruft bestattet. Er ist Namensgeber des Dr.-von-Pichler-Platzes in Passau, und die größte Glocke der Kirche St. Josef in Auerbach, die Christkönigsglocke, wird zu seinen Ehren auch als „Pichlerin“ bezeichnet.